# 2005 VX3
2005 VX3是目前为止有着第三长的日心半长轴和远日点的小行星。另外2005 VX3的近日点位于木星轨道内侧，这意味着2005 VX3有着已知小行星最大的离心率。2005 VX3的质心坐标半长轴为1026天文单位。 2014 FE72和2012 DR30有着更长的半长轴。 在2016年1月2005 VX3将达到日心半长轴的最大值。
2005 VX381天的观测弧相对较短，这表明2005 VX3可能并没有一个相对完好的约束轨道。2005 VX3也可能是颗没有彗发和彗尾的休眠彗星。在过去2005 VX3可能更接近太阳，使得其最表面的挥发成分已经消失。2005 VX3的目前轨道穿越黄道的位置与木星轨道的最小轨道交会间隔仅有0.8天文单位。
在2017年，2005 VX3将处于距太阳24天文单位的位置，其视星等约为28。2005 VX3将在6月中旬处于冲日位置。届时需要借助目前最大的几款天文望远镜之一才能观测得到。 
| 不同年代         |                            |
| 年代             | 日心 远日点 (Q) (天文单位) |
| 在1950年质心坐标 | 2710                       |
| 2012年9月30日    | 1914                       |
| 2015年6月27日    | 2563                       |
| 2016年1月13日    | 3235                       |
| 在2050年质心坐标 | 2049                       |

## 比较

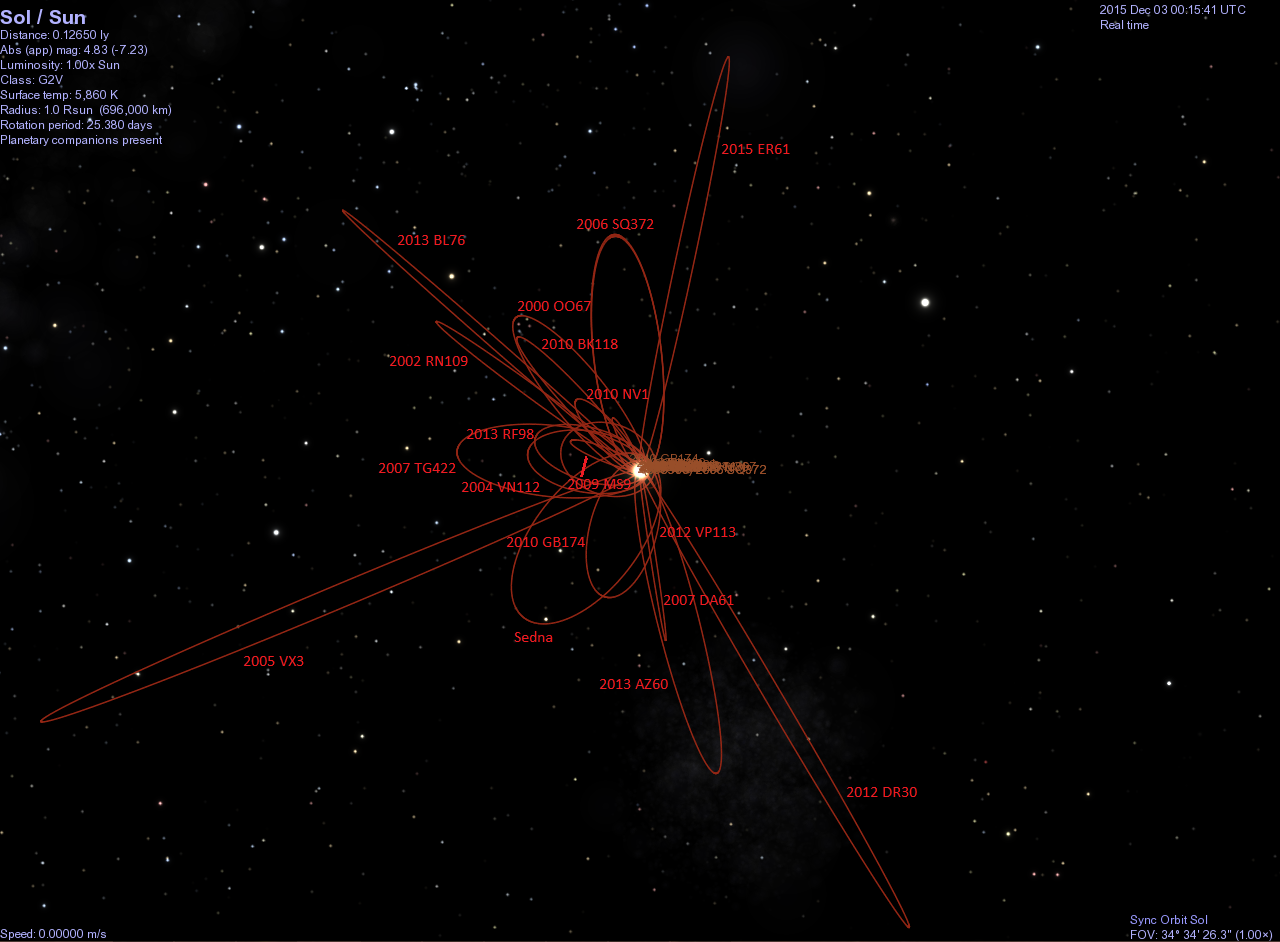
塞德娜和其他远距天体的比较，包括(轨道可能有错误),,,,,,,,,,,,,,,,